# Rio Casca (município)
Rio Casca é um município brasileiro no estado de Minas Gerais, Região Sudeste do país. Localiza-se na Zona da Mata Mineira e ocupa uma área de 384,381 km², sendo que 3 km² estão em perímetro urbano. Sua população foi recenseada em 12 789 habitantes em 2022.

## História

Rio Casca, anos 1920. Arquivo Nacional.

O município foi criado pela Lei estadual nº 556, de 30 de agosto de 1911, com território desmembrado de Ponte Nova.

## Geografia
Os principais cursos hídricos que banham o município são os rios Casca e Doce e o ribeirão Óculo Pequeno.

### Clima
Segundo dados da Companhia de Pesquisa de Recursos Minerais (CPRM), desde 1942 o maior acumulado de chuva registrado em 24 horas em Rio Casca foi de 148,9 mm no dia 24 de janeiro de 2020. Outros grandes acumulados foram de 148,2 mm em 24 de dezembro de 1994, 146,8 mm em 4 de dezembro de 2017 e 140,2 mm em 10 de novembro de 2021.